# Église Saint-Hilaire d'Agen
Pour les articles homonymes, voir Église Saint-Hilaire.
L'église Saint-Hilaire d'Agen, ancienne église des Cordeliers, située boulevard Scaliger, est une église catholique datant du XIVe siècle transformée au XIXe siècle. Elle est dédiée à saint Hilaire.

## Historique

### Église des Cordeliers
Au moment de la mort de saint François d'Assise, en 1226, l'ordre des frères mineurs comptait 240 couvents, dont 60 dans toute l'Aquitaine. Une partie des documents du couvent des cordeliers d'Agen ayant été détruits pendant l'occupation de la ville par les protestants, on ne sait pas à quelle date exacte le premier couvent a été fondé. Le père B. Villate écrit en 1715 à l'évêque d'Agen François Hébert qu'il a été fondé en 1291. Mais par ailleurs, on sait que le couvent des Cordeliers a été fondé après celui des Jacobins et avant celui des Carmes, c'est-à-dire entre 1240 et 1272. L'évêque Pierre Jerlandi a été enterré dans l'église des Cordeliers en 1271. Dans son testament daté du 25 juillet 1262, Amanieu d'Albret lègue « als frais Menors d'Agen, dus cens sols ». On peut donc supposer que les cordeliers s'étaient installés à Agen avant 1262.
Leur premier couvent a été installé hors les murs de la ville, à proximité de la porte Saint-Michel, probablement devant la porte Saint-Louis, dans l'enclos des Carmes Déchaussés où des tombeaux ont été trouvés par les Pères Carmes déchaussés, c'est-à-dire, entre les rues Palissy, Mascaron, Lamouroux et la Garonne. Les dons reçus ont fait appeler le couvent des cordeliers le couvent Doré. Pour l'abbé Barrère, le surnom de Doré ne viendrait pas de la richesse du couvent mais d'une altération du nom Dovère qui a été donné par les archevêques de Bourges à plusieurs de leurs maisons et monastères. Cela serait dû à une chapelle fondée au IXe siècle à proximité par un Randulphe de Bourges. L'église devait être aussi vaste que l'église des Jacobins car c'est dans celle-ci que l'hommage a été rendu par la noblesse et les communautés de l'Agenais au roi d'Angleterre Édouard Ier en 1286.
En 1336, Philippe VI de Valois considérant que le couvent des Cordeliers appuyé contre les murs de la ville pouvait être un danger en cas de conflit avec le roi d'Angleterre, il a décidé de le saisir pour y installer une forteresse. Il a obtenu l'autorisation du pape Benoît XII à condition d'installer un nouveau couvent à l'intérieur des murs. Les démolitions du couvent ont commencé en 1338. Les Frères mineurs se sont d'abord installés à proximité de l'église Notre-Dame-du-Bourg mais ils se sont heurtés à l'hostilité des chanoines de la cathédrale Saint-Étienne. N'ayant plus de locaux à Agen, les Frères mineurs en ont appelé au roi de France. Son fils, le prince Jean étant alors en Guyenne a fait estimer le prix du couvent détruit et a donné l'ordre de leur payer l'estimation de 5 000 livres tournois. Cette somme complétée par d'autres libéralités leur ont permis de s'installer d'abord à l'hôpital Saint-Georges. Cependant un conflit avec les Augustins qui les trouvaient trop proches de leur couvent les a contraints à s'éloigner et à s'installer en 1345 dans le quartier Saint-Hilaire, à proximité de la porte Saint-Georges. Pour apaiser les critiques des chanoines de Saint-Étienne les Frères Mineurs leur ont donné le marbre de leur premier cloître.
La construction de leur église a été terminée en 1348 car à cette date les Cordeliers ont obtenu de l'évêque d'Agen Amanieu de Fargis l'autorisation de faire bénir leur cimetière par le Frère Philippe (Filippo de Ursone), évêque d'Ajaccio.

### Transfert de l'église paroissiale Saint-Hilaire dans l'ancienne église des Cordeliers
Les biens du couvent des Cordeliers ont été saisis en 1790. Une partie du couvent a abrité la caserne de la gendarmerie à partir de 1795 jusqu'en 1840. L'église des Cordeliers a abrité l'assemblée électorale en 1790 du département. Puis elle a servi d'écurie et de magasin à fourrage. L'église paroissiale Saint-Hilaire située à proximité étant trop petite et menaçant ruine, le curé et le conseil de fabrique ont fait signer une pétition aux habitants, avec l'accord du maire, du préfet et de l'évêque, envoyée au gouvernement pour obtenir le transfert de la paroisse Saint-Hilaire dans l'ancienne église des Cordeliers, ce qui a été accepté en 1818.
L'église des Cordeliers est devenue l'église paroissiale Saint-Hilaire en 1826.

### Nouvelle façade
Une nouvelle façade a été construite devant l'ancienne façade de la chapelle. En 1866, est bâti près de la façade un clocher suivant le plan de l'architecte Verdier. Une nouvelle flèche élancée a été ajoutée sur les plans de l'architecte Léopold Payen en 1892.

### Monument historique
- La charpente de l'église Saint-Hilaire a été classée au titre des monuments historiques le 20 octobre 1920,
- L'église à l'exception de la façade du XIXe siècle le 31 décembre 1947
- La façade principale a été inscrite le 1er février 1988[4].
- La Pièta en bois polychrome du XVIe siècle classé, est maintenant déposé au Musée des Beaux-Arts d'Agen.

## Description
L'église reprend le plan traditionnel des églises gothiques méridionales. Elle est à large nef unique sans transept et bordée de chapelles latérales peu profondes. Elle est mi-partie en pierres et en briques. Elle comprend trois travées voûtées d'ogives. L'abside a sept pans. Sa partie la plus intéressante et la plus remarquable est la charpente en carène renversée de bateau. L'ancienne église des Cordeliers n'avait qu'un petit clocher carré.

## Vitraux
Les grandes fenêtres de l'église ont été pourvues de vitraux. Ils sont datés de 1869. Un des vitraux porte la signature du maître-verrier bordelais Joseph Villiet.

## L'église Saint-Hilaire et le mouvement Pax Christi
C'est en novembre 1944 que Marthe Dortel-Claudot, guidée par le chanoine Dessorbes, curé de la paroisse Saint-Hilaire, a demandé le soutien des communautés religieuses de la région, puis de France, par la prière pour la réconciliation entre les Français et les Allemands. Elle a reçu le 13 mars 1945 le soutien de l'évêque de Montauban, Mgr Pierre-Marie Théas, qui signe ensuite avec quarante évêques de France un appel à une croisade de prières pour la Paix dans le Monde, et fonde le mouvement Pax Christi.

## Galerie

Extérieur
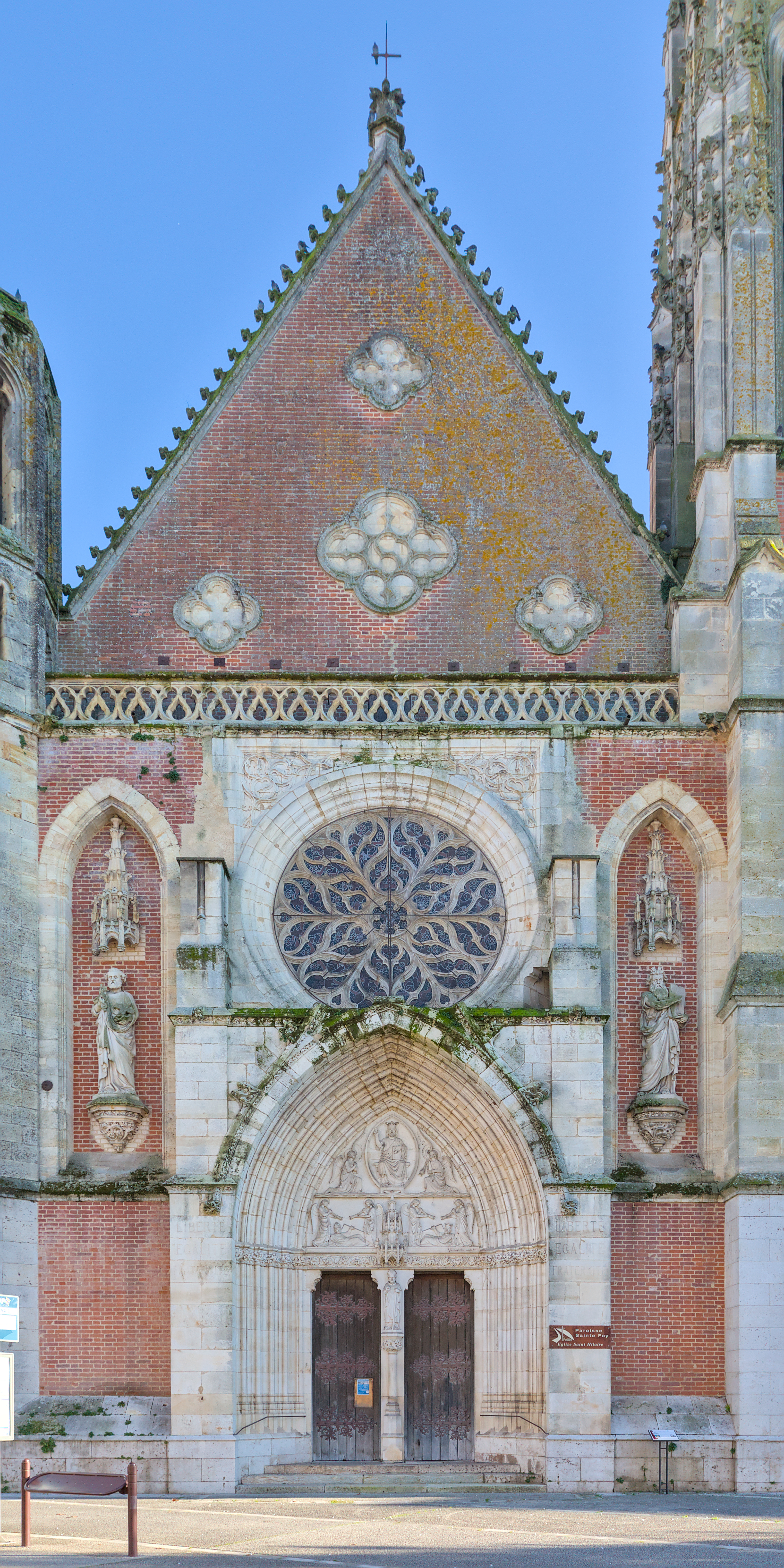
Corps central de la façade.
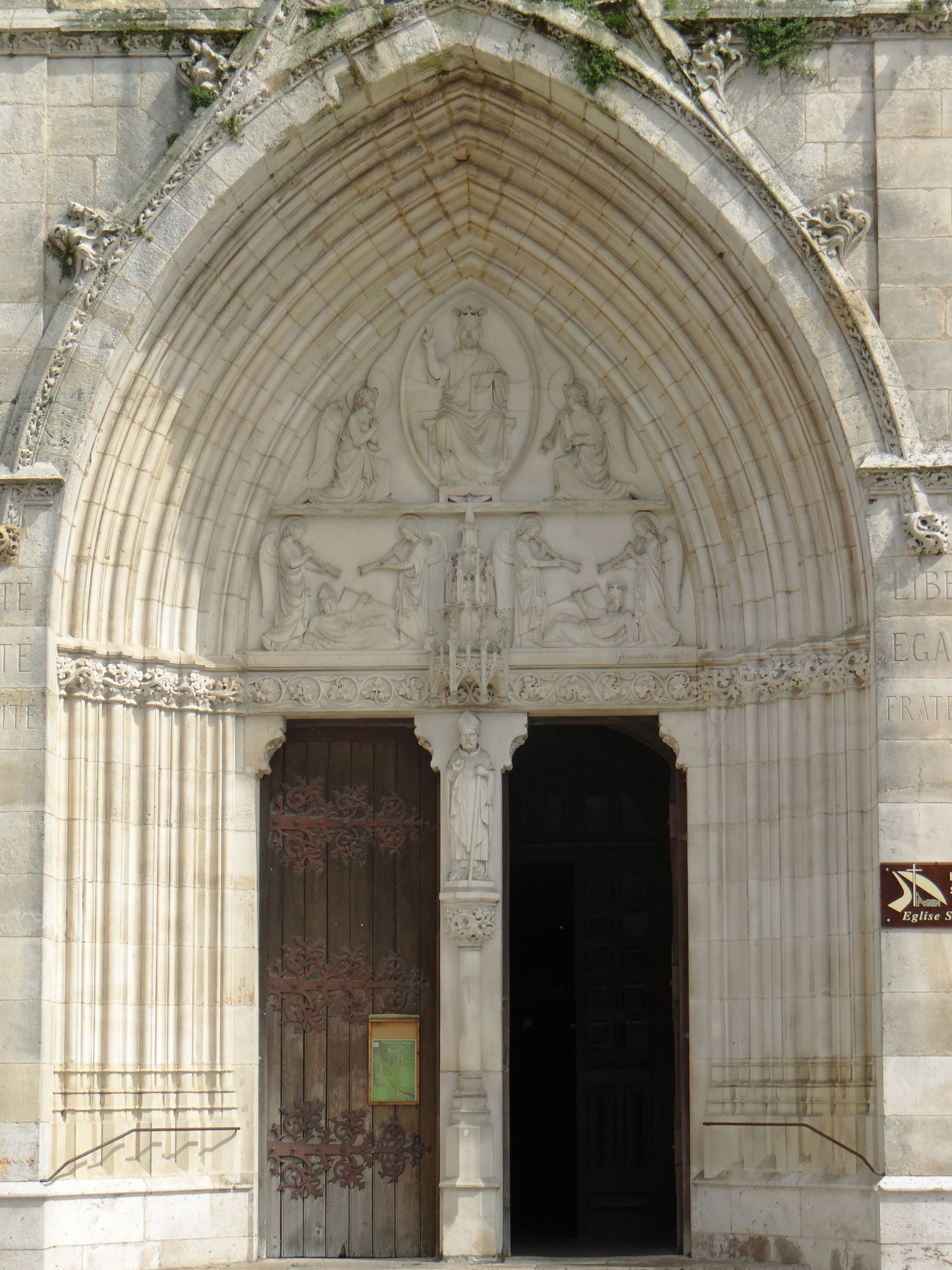
Portail.
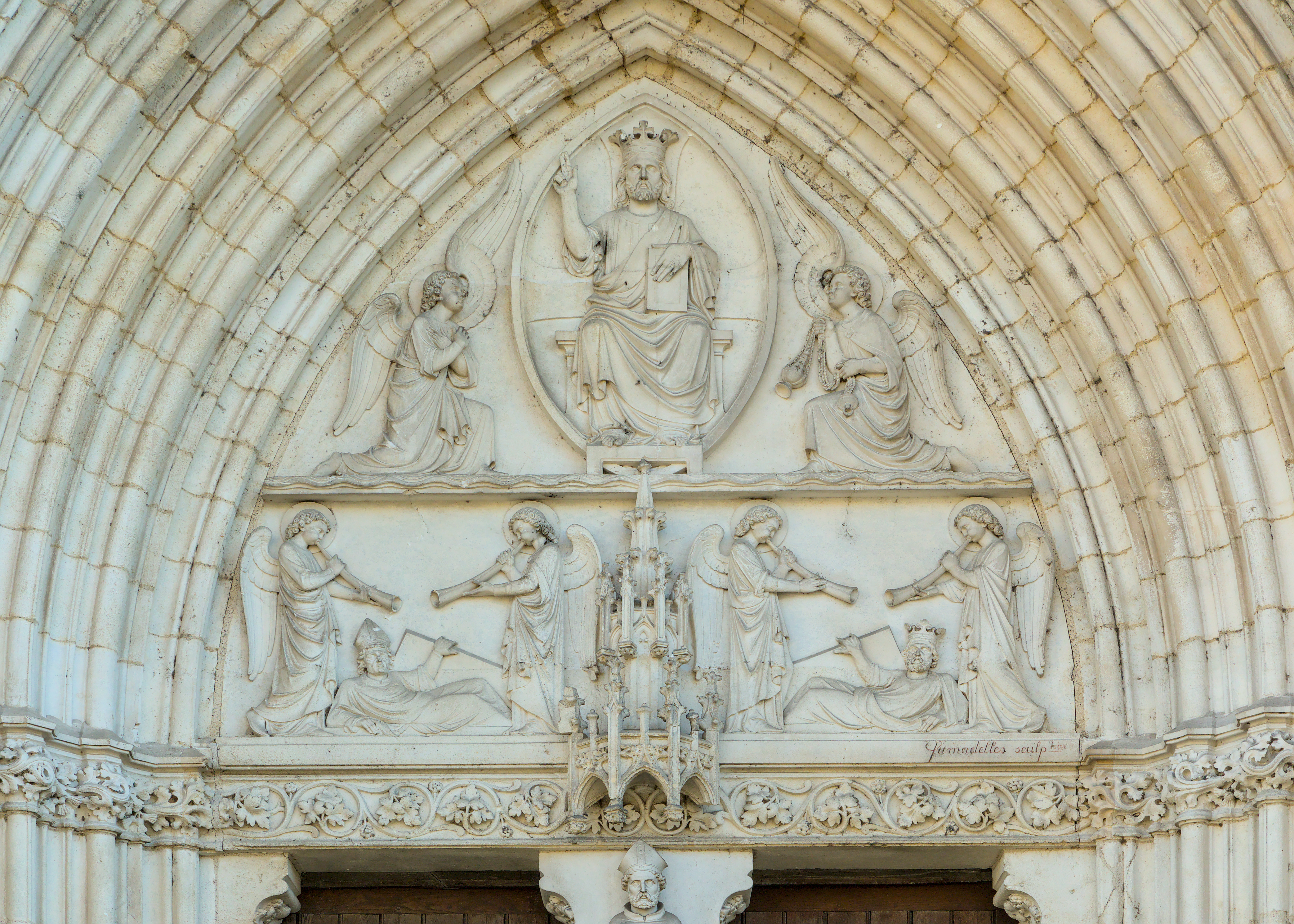
Tympan du portail.
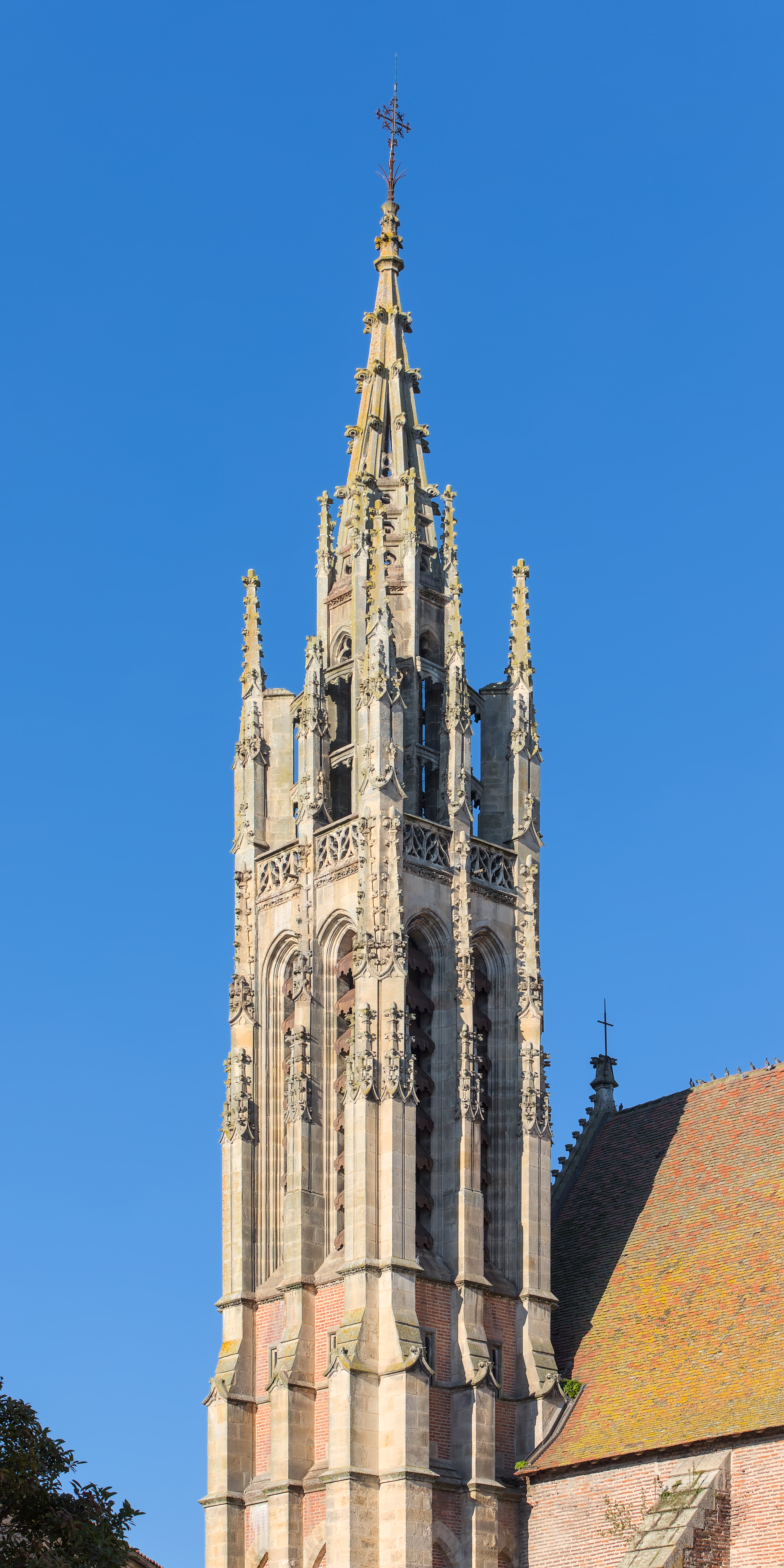
Flèche.

Intérieur
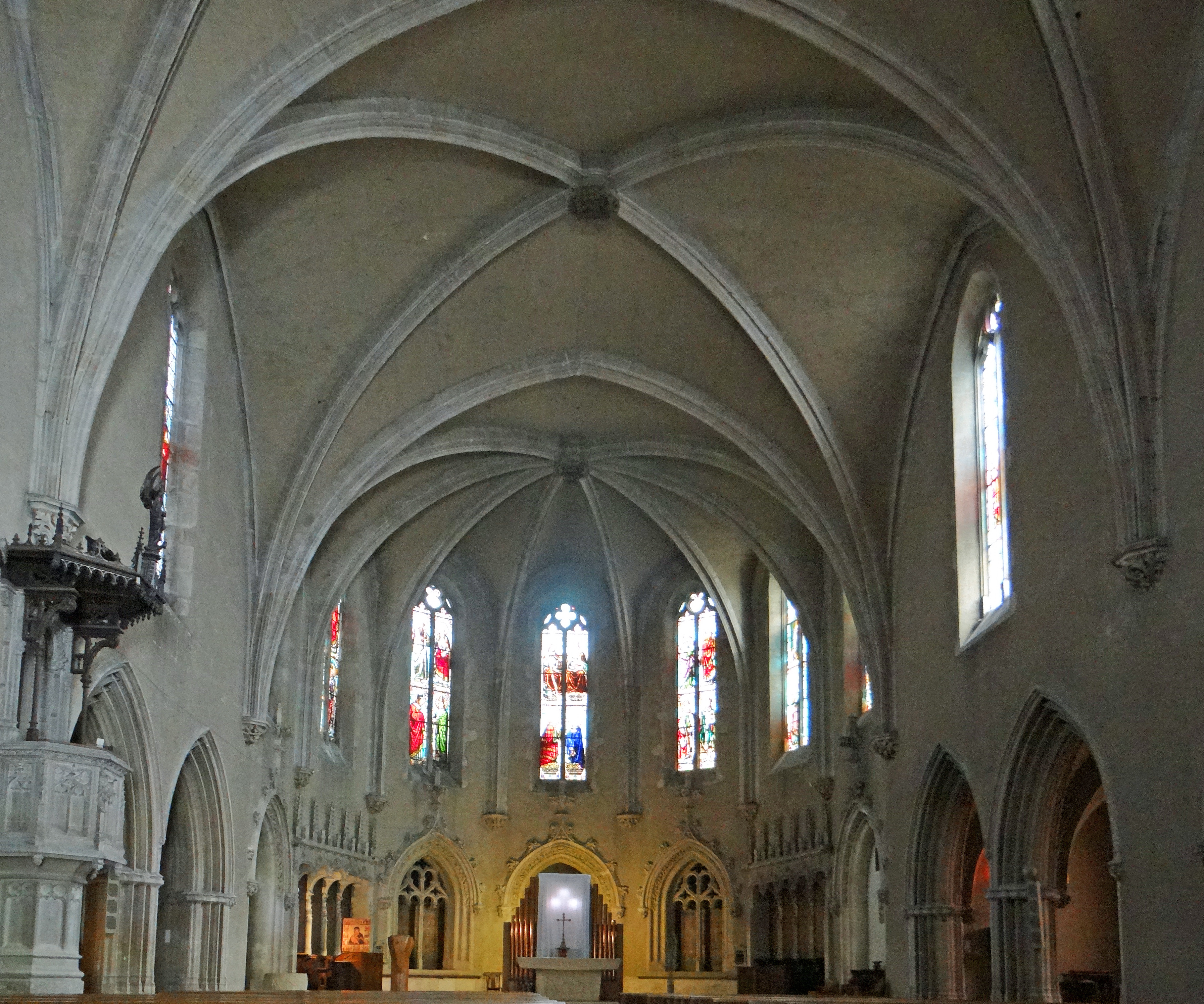
La nef.
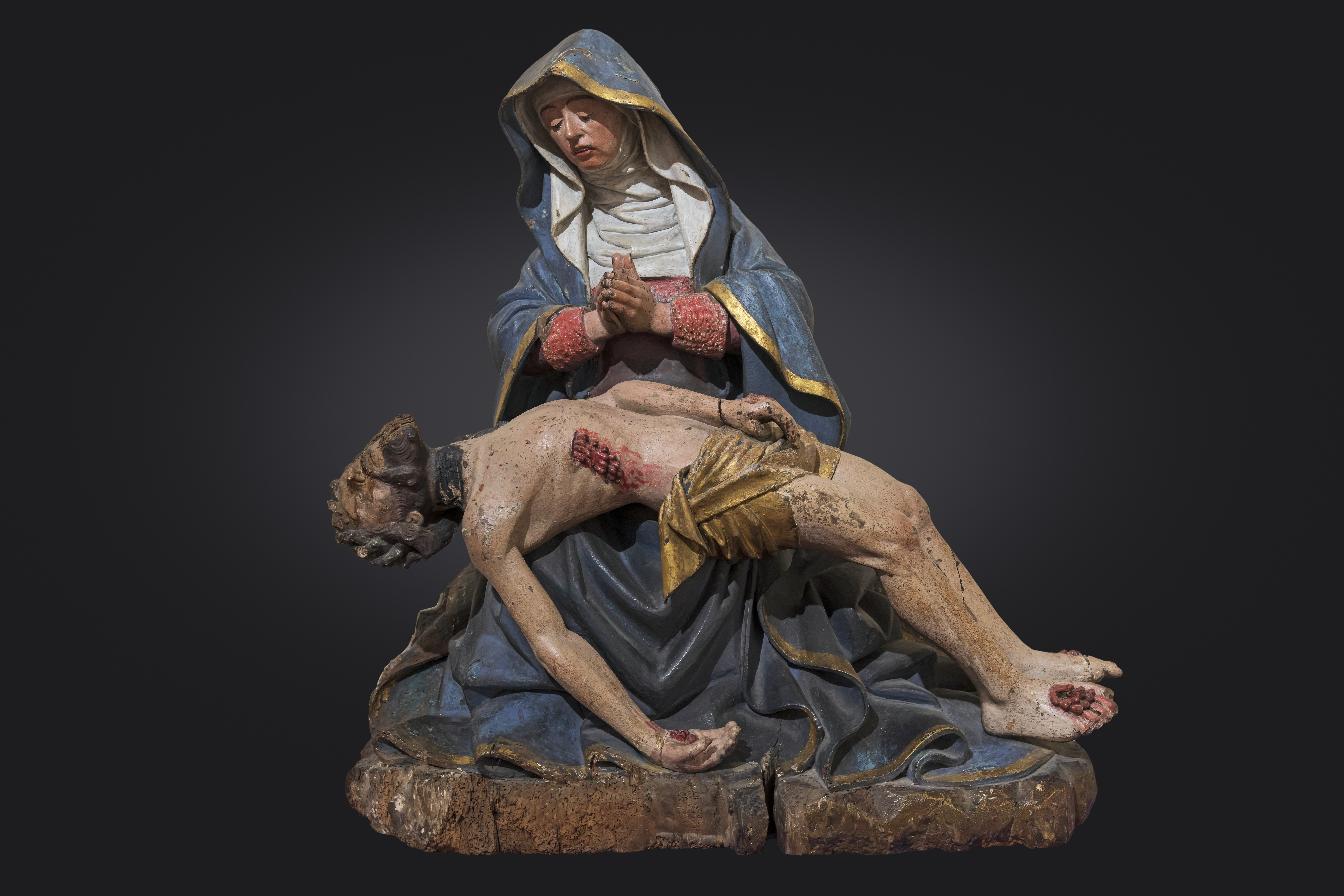
Vierge de Pitié (actuellement conservée au Musée des Beaux-Arts)[6].
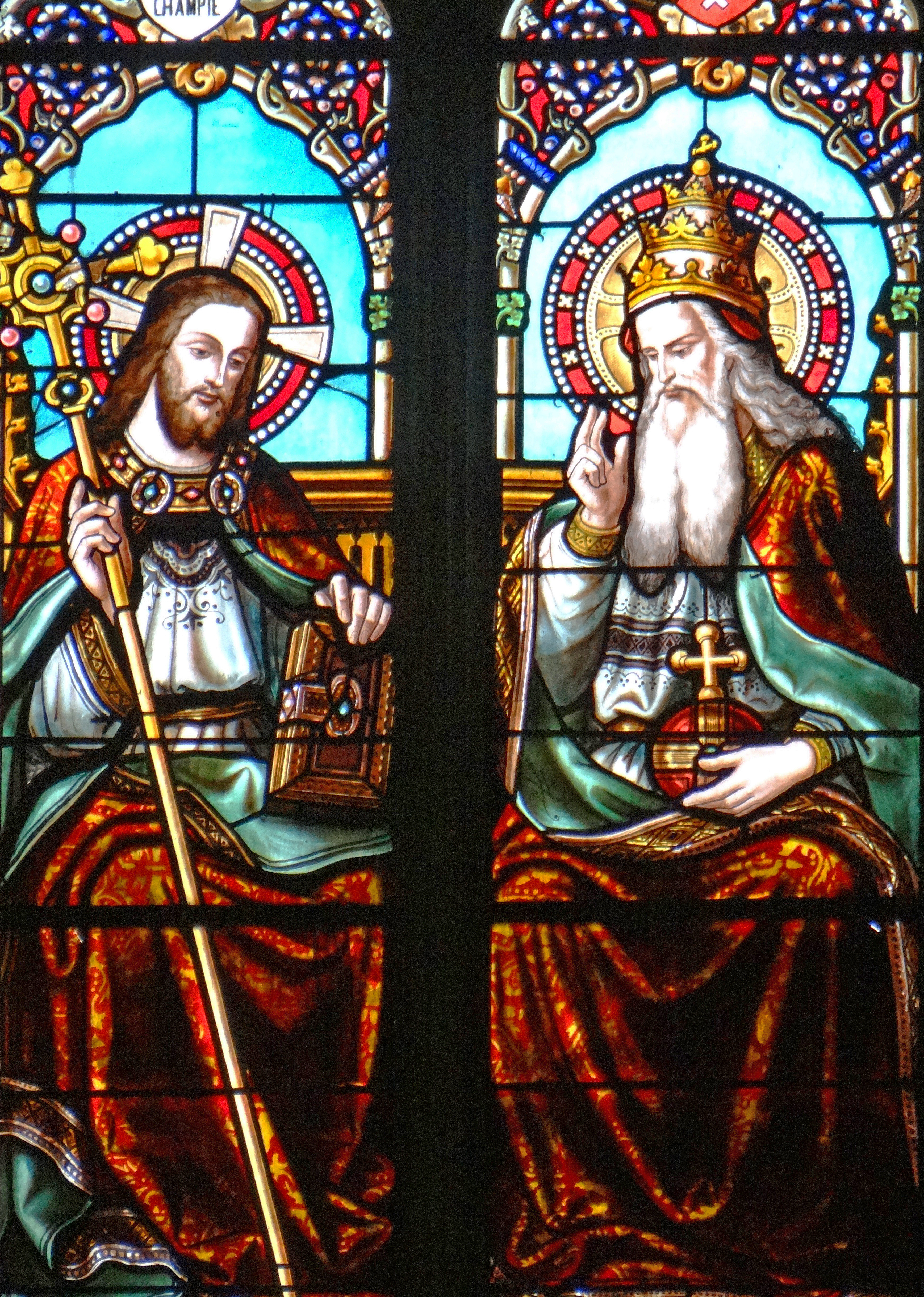
Vitraux d'axe : Le Christ et Dieu le Père.
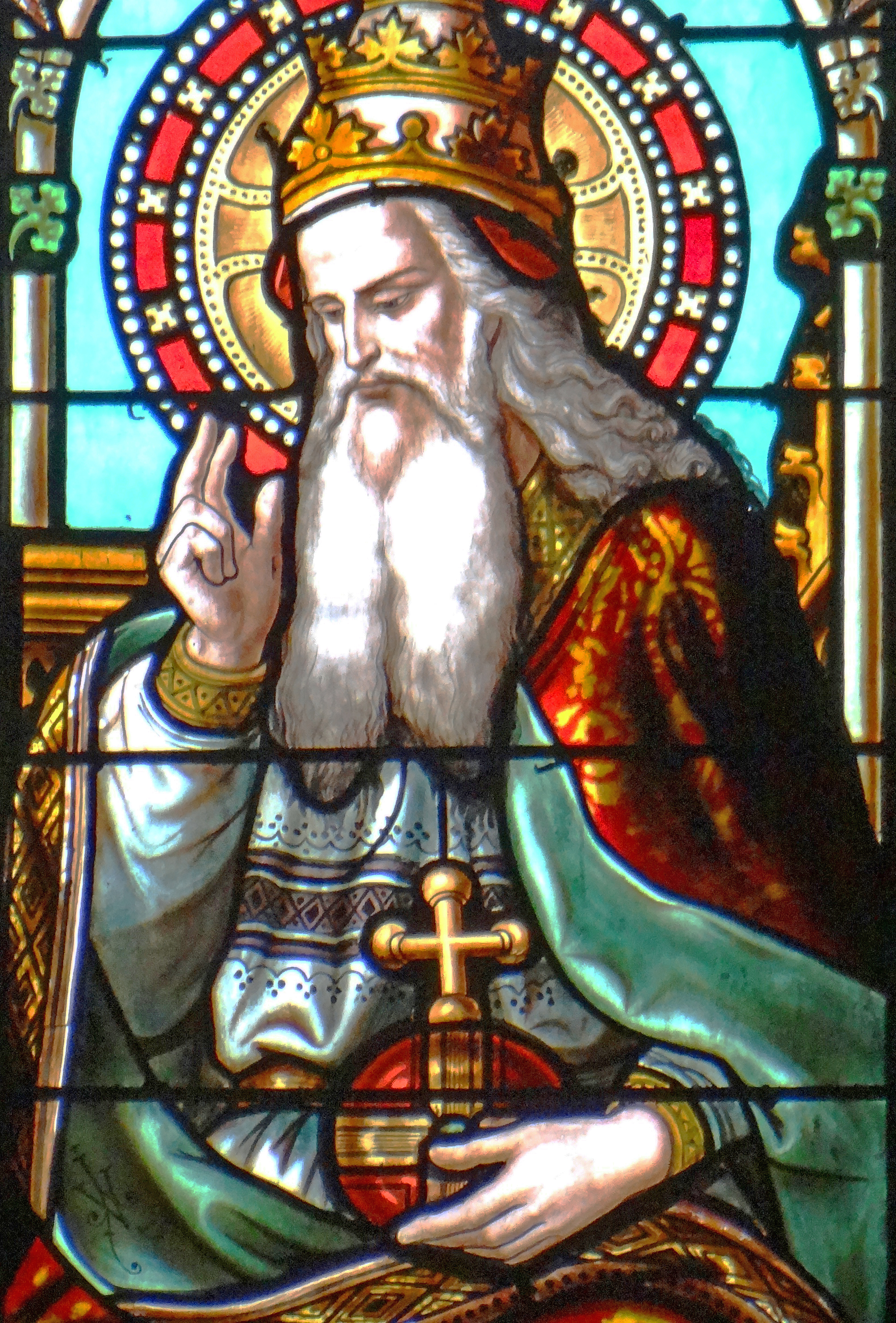
Détail du vitrail représentant Dieu le Père avec signature du maître-verrier Joseph Villiet.
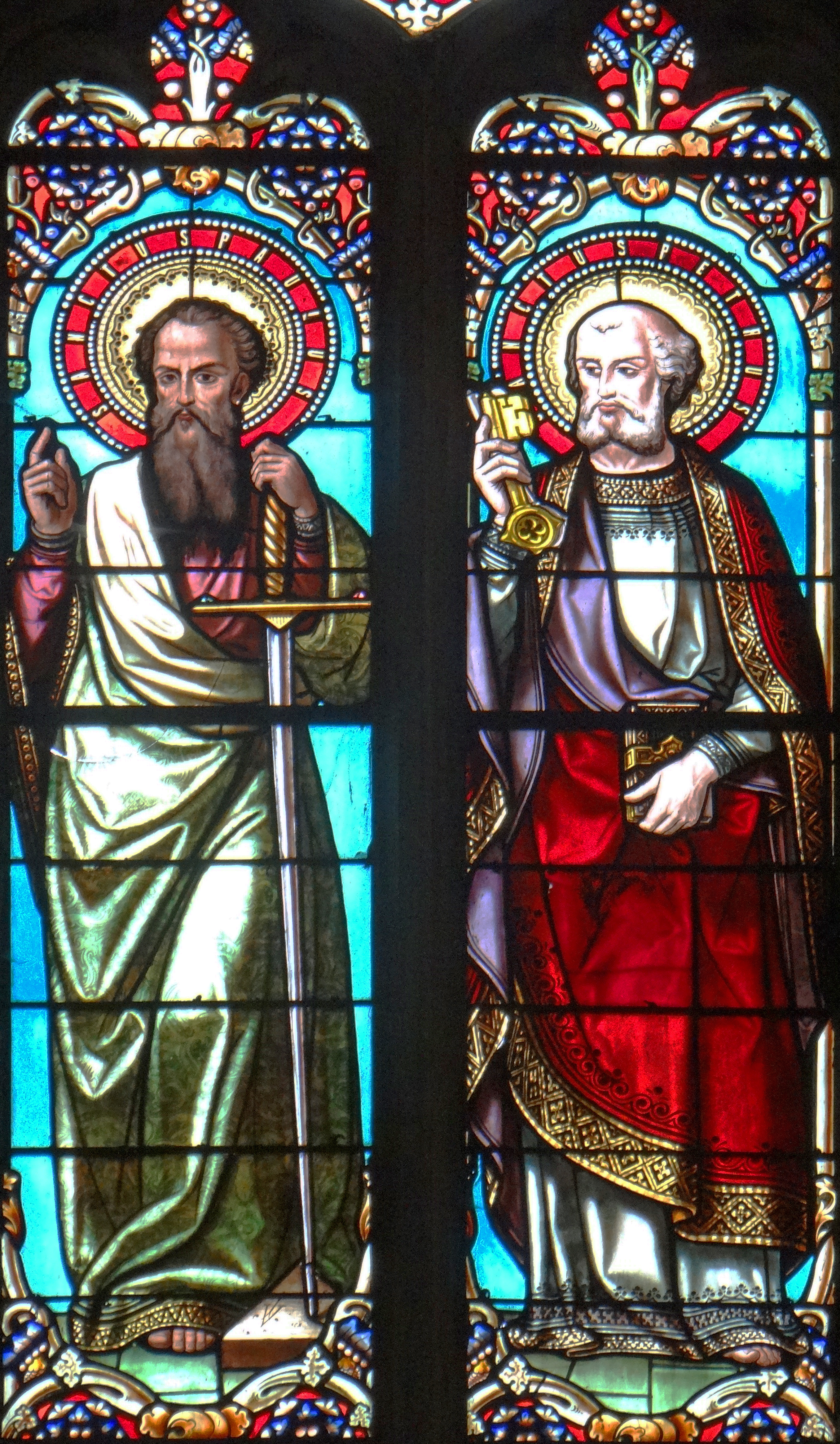
Vitrail de saint Paul et saint Pierre avec signature du maître-verrier Joseph Villiet.